# Aigai (Äolis)
Koordinaten: 38° 50′ N, 27° 11′ O

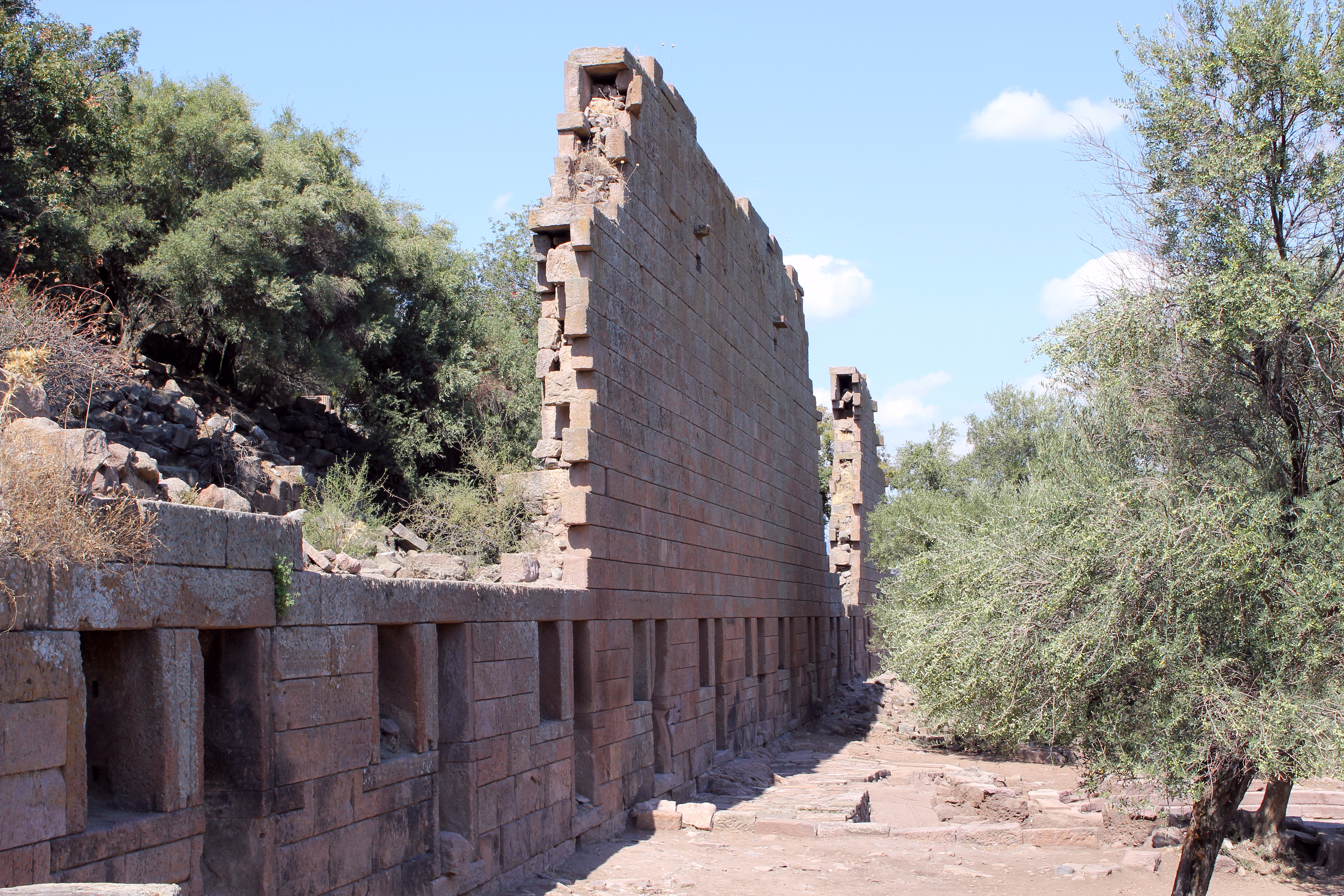
Fassade der Markthalle

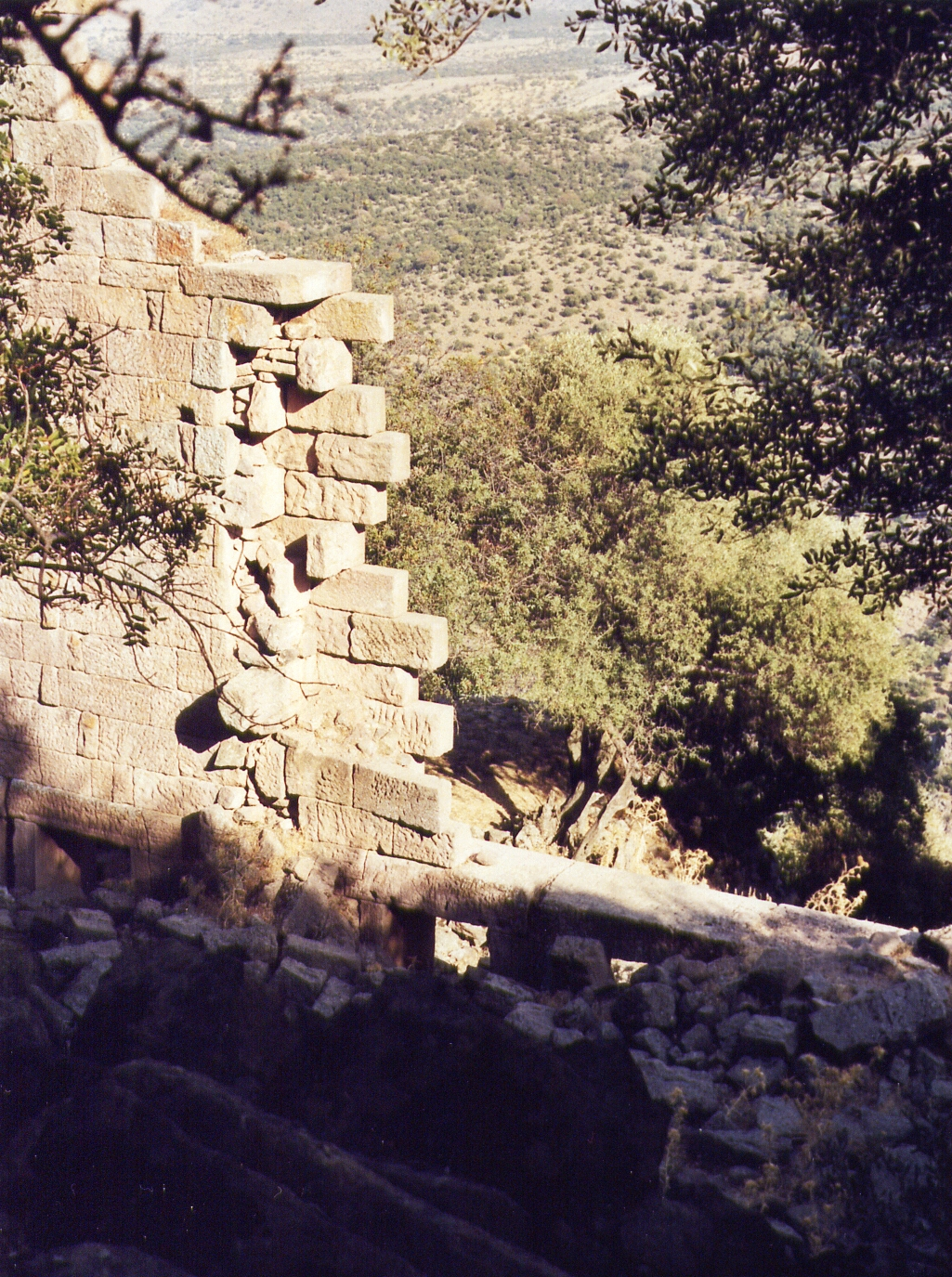
Reste der Markthalle (2000)

Aigai, auch Aigaiai (altgriechisch Αἰγαί, Αἰγαῖαι), lateinisch Aegae, Aegaeae, im Türkischen auch Nemrutkale oder Nemrut Kalesi genannt, ist eine antike Stadt in der historischen Region Aiolis. Sie liegt auf dem Bergrücken Gün Dağı beim Dorf Köseler im Landkreis Manisa der türkischen Provinz Manisa, etwa 35 km südlich von Pergamon (Bergama), 20 km östlich von Aliağa.

## Geschichte
Aigai wird bei Herodot und bei Strabon erwähnt. Es gehörte im achten vorchristlichen Jahrhundert zum äolischen Zwölfstädtebund, nach dessen Ende zum lydischen, später zum Perserreich. Anfang des vierten Jahrhunderts v. Chr. war es Teil des pergamenischen Reichs. Nachdem es zeitweise im Besitz der Seleukiden war, wurde es 218 v. Chr. von Attalos I. für Pergamon zurückerobert. Im Krieg zwischen Pergamon und Bithynien wurde es 156 v. Chr. durch Prusias II. zerstört. Nach einem durch die Römer vermittelten Frieden wurde die Stadt mit 100 Talenten entschädigt. Unter der pergamenischen Herrschaft wurden Marktanlagen und ein Apollotempel errichtet. 
Im Jahr 17 n. Chr. wurde Aigai, nach dem Ende der Attaliden-Dynastie 133 v. Chr. unter römischer Herrschaft, durch ein Erdbeben völlig zerstört, erhielt jedoch von Kaiser Tiberius Hilfe für den Wiederaufbau.

## Ruinen

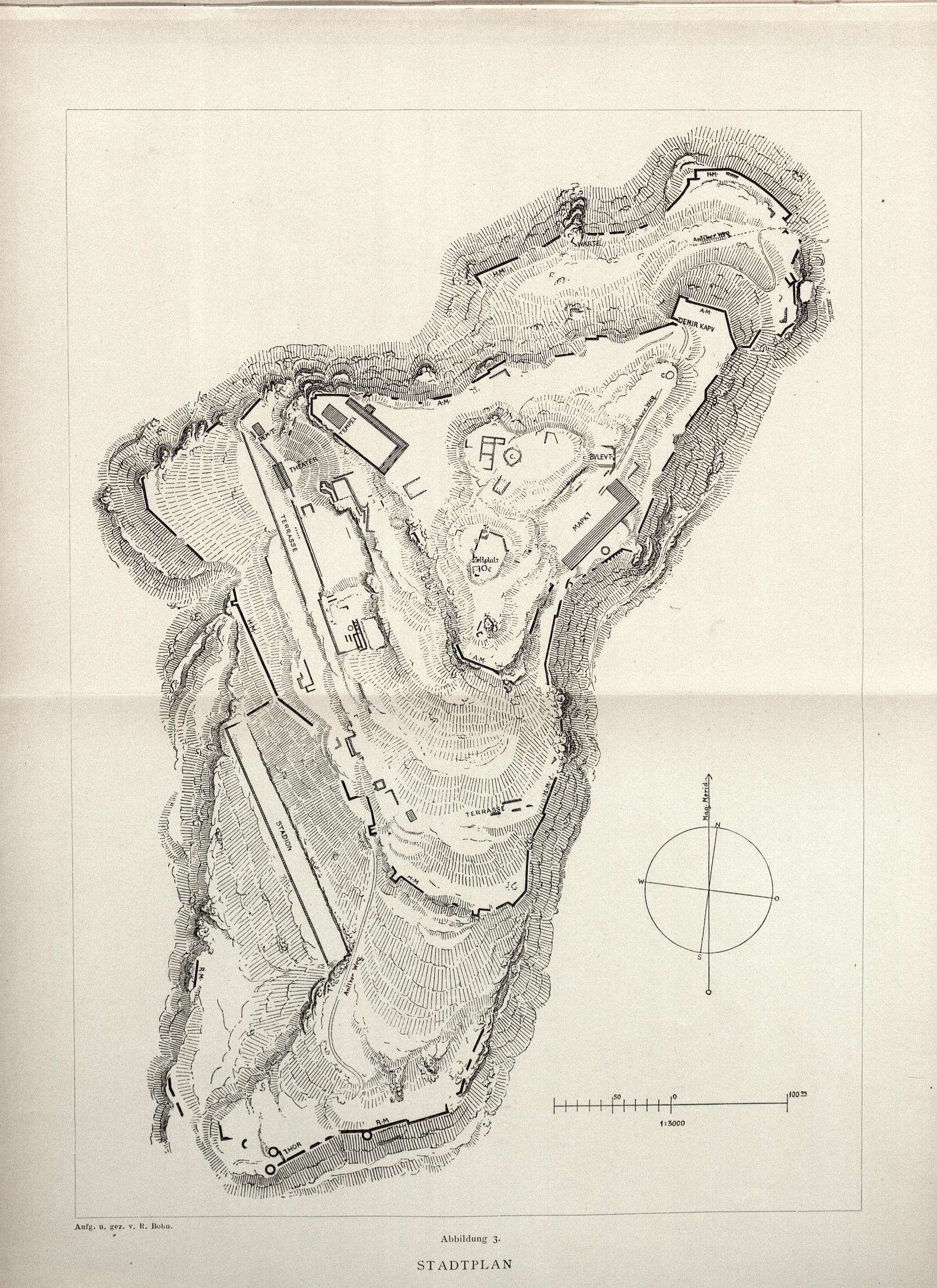
Stadtplan von Aigai, gezeichnet 1889 von Richard Bohn

Die Stadt liegt auf dem Gipfelplateau des steilen Gün Dağı, der von Norden bestiegen werden kann. Das Plateau ist von einer Mauer von 1,5 km Länge umgeben. Am Osthang liegen die Reste der dreigeschossigen Markthalle. Sie sind bis zu einer Höhe von 11 m erhalten und 82 m lang. Das Obergeschoss des hellenistischen Baus ist in römischer Zeit erneuert worden. Im Gelände verstreut sind, teilweise überwuchert, Reste von zahlreichen Bauwerken zu sehen, darunter die in Terrassen angelegte Akropolis, ein Theater, ein Gymnasium, ein Buleuterion und die Fundamente von drei Tempeln.
Etwa fünf Kilometer östlich (eine Stunde Fußweg) liegen am Ufer des Baches, der um den Stadtberg fließt, die Fundamente eines Apollon-Heiligtums, eines ionischen Peripteraltempels aus dem ersten Jahrhundert v. Chr., von dem noch das sechs Meter hohe Cellator aus drei Monolithen erhalten ist.

## Forschungsgeschichte
Die ersten westlichen Besucher von Aigai waren William Mitchell Ramsay und Salomon Reinach, die darüber 1881 im Journal of Hellenic Studies und 1882 im Bulletin de correspondance hellénique berichteten. Ihnen folgten der Bauforscher Richard Bohn und der Prähistoriker Carl Schuchhardt, die im Rahmen der Ausgrabungen in Pergamon den Ort untersuchten und darüber 1889 ihre Schrift Altertümer von Aegae veröffentlichten.
Seit 2004 werden in Aigai von der Ege Üniversitesi in Izmir Ausgrabungen durchgeführt, bis 2016 unter Leitung von Ersin Doğer, seither unter Leitung von Yusuf Sezgin. Bisher (2010) sind unter anderem die Zugangsstraße, ein Bouleuterion, ein Odeon, Läden, zahlreiche Wasserleitungen und große Teile der Markthalle freigelegt worden. In den nächsten Jahren ist geplant, deren Fassade mit den noch zahlreich vorhandenen Originalsteinen wieder aufzurichten.

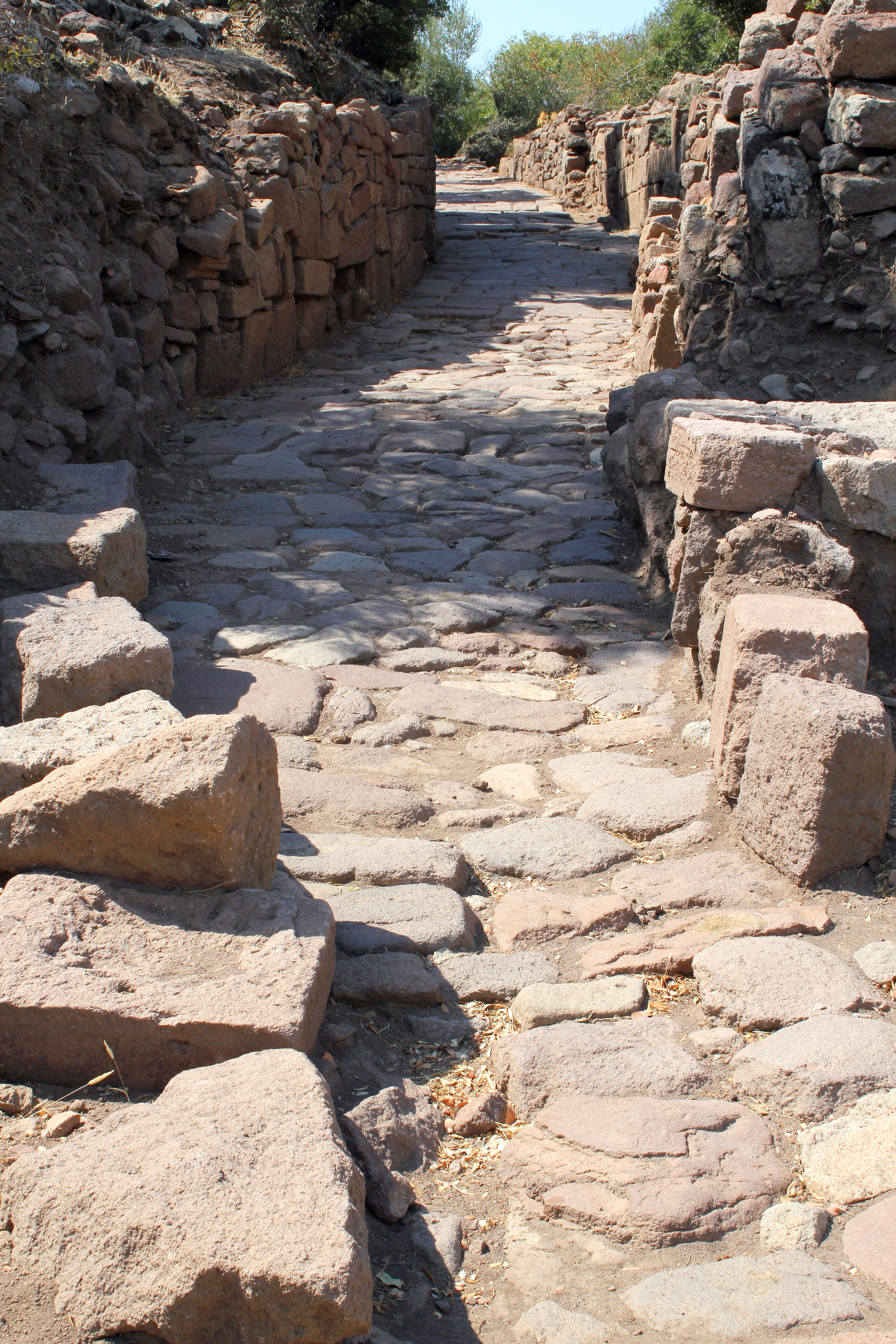
Aufstieg
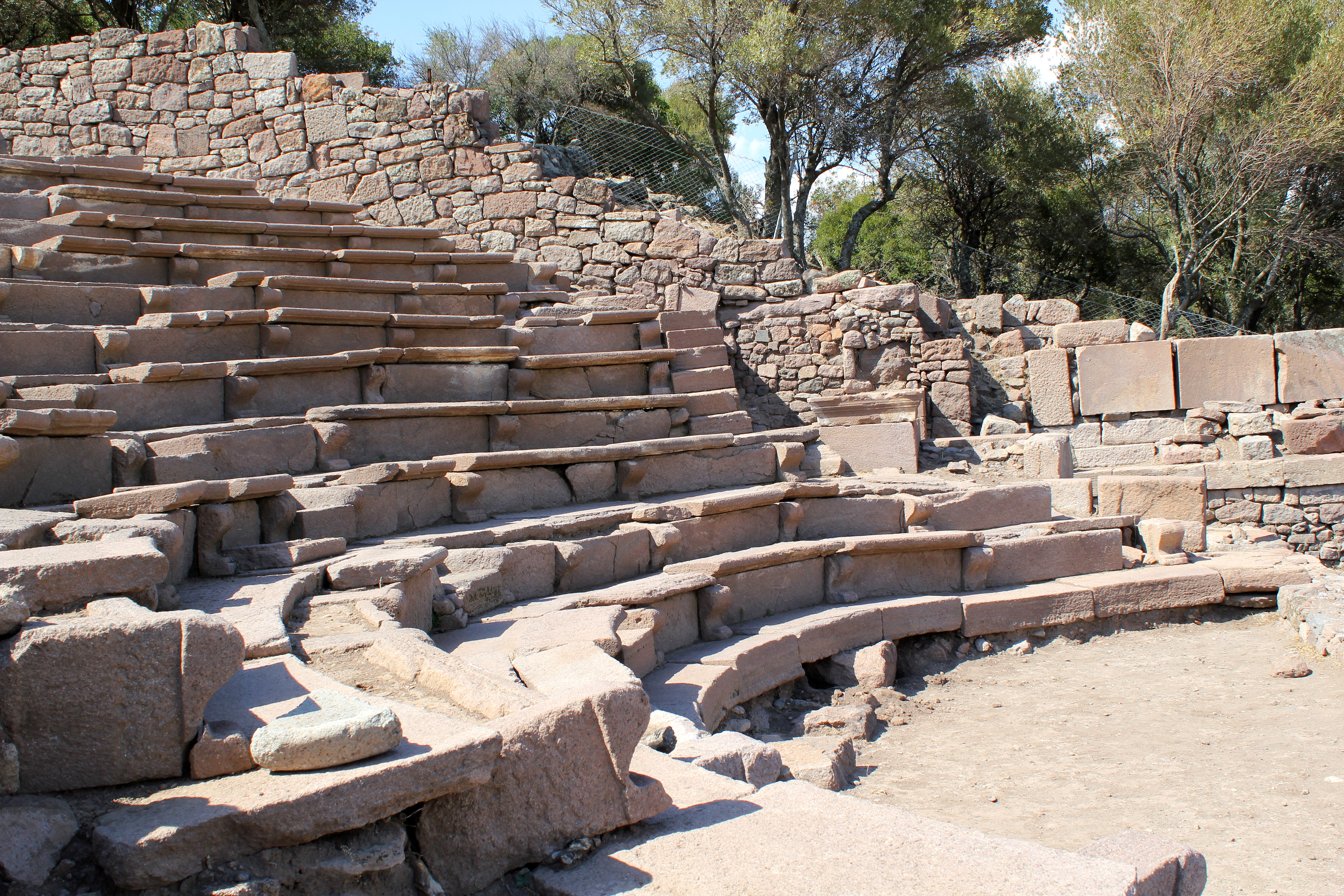
Bouleuterion
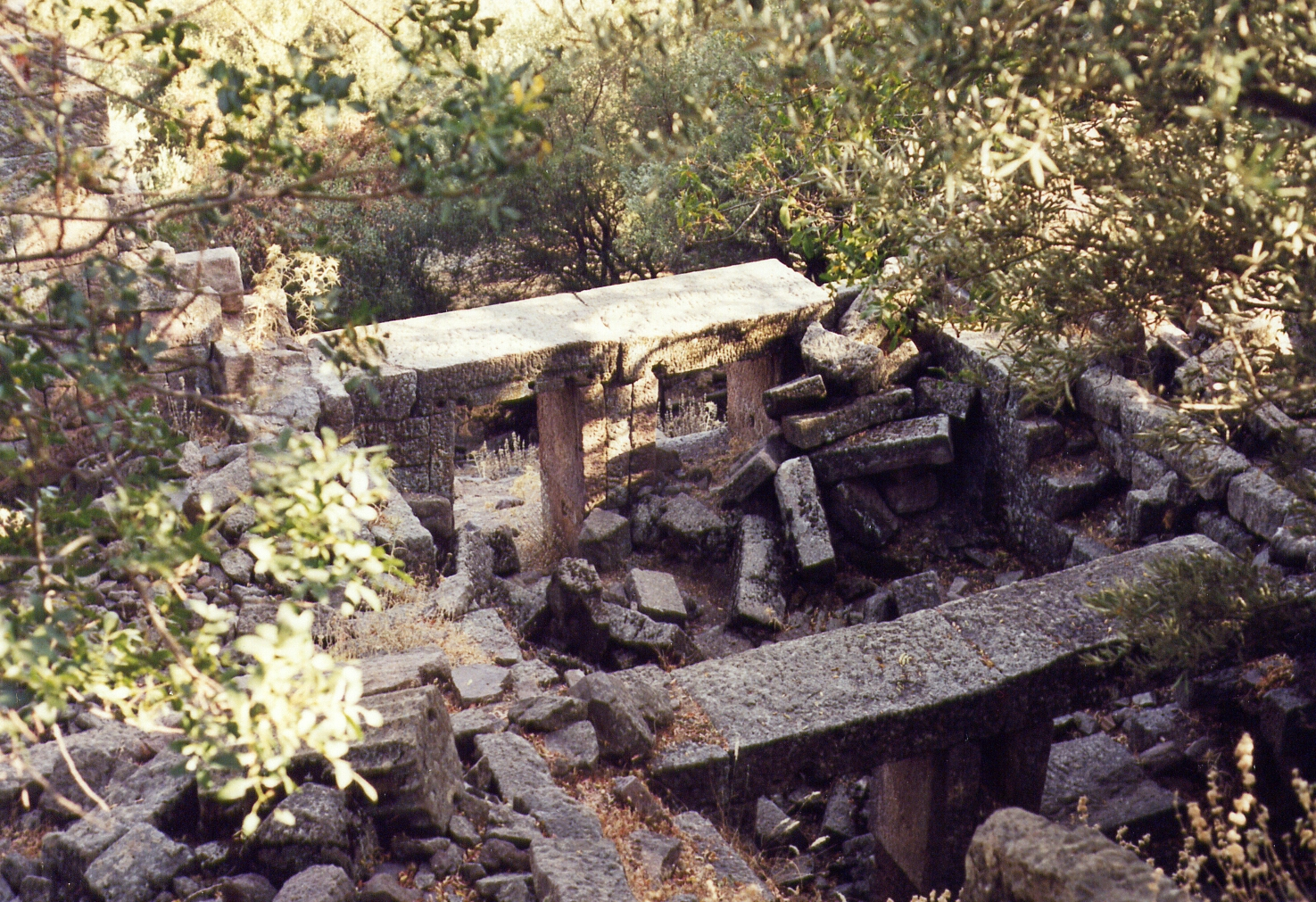
Ruinen in Aigai (2000) (Vergleichsbild 2010)
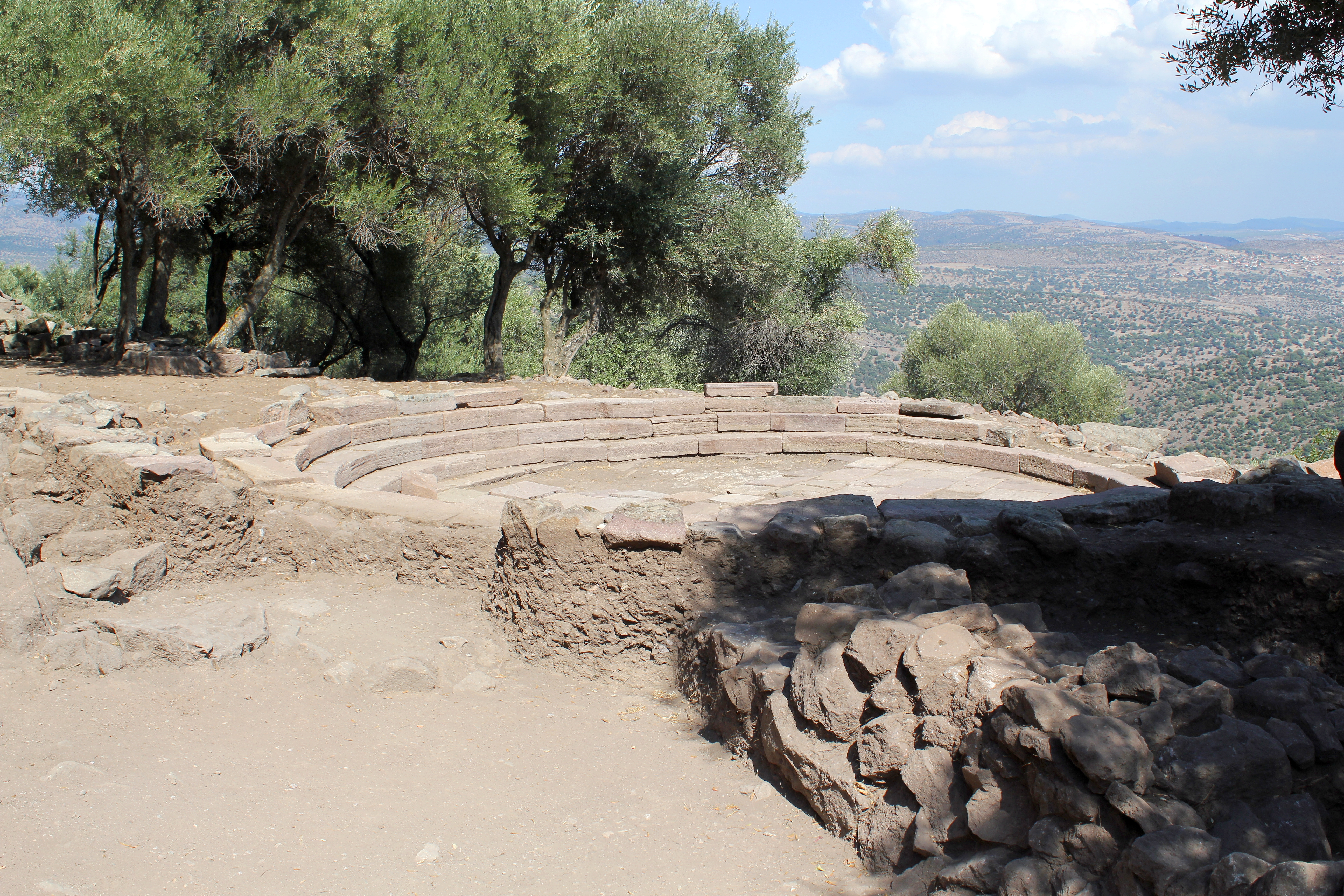
Fleisch- und Fischmarkt vor der Markthalle